# Luchthaven Long Xuyên
Luchthaven Long Xuyên is de voormalige luchthaven van Long Xuyên, een stad in de Vietnamese provincie An Giang. De luchthaven ligt even ten noorden van phường Mỹ Thạnh.